# Liste der luxemburgischen Abgeordneten zum EU-Parlament (2009–2014)
Die Liste der luxemburgischen Abgeordneten zum EU-Parlament (2009–2014) listet alle luxemburgischen Mitglieder des 7. Europäischen Parlaments nach der Europawahl in Luxemburg 2009.

## Mandatsstärke der Parteien
- S&D: 1
- G/EFA: 1
- ALDE: 1
- EVP: 3

| Nationale Partei                                   | Mandate | Fraktion                                                                               |
| -------------------------------------------------- | ------- | -------------------------------------------------------------------------------------- |
| Chrëschtlech Sozial Vollekspartei (CSV)            | 3       | Fraktion der Europäischen Volkspartei (EVP)                                            |
| Demokratesch Partei (DP)                           | 1       | Fraktion der Allianz der Liberalen und Demokraten für Europa (ALDE)                    |
| Déi Gréng                                          | 1       | Die Grünen/Europäische Freie Allianz (G/EFA)                                           |
| Lëtzebuerger Sozialistesch Aarbechterpartei (LSAP) | 1       | Fraktion der Progressiven Allianz der Sozialdemokraten im Europäischen Parlament (S&D) |
| Gesamt                                             | 6       |                                                                                        |

## Abgeordnete
| Bild | MEP             | geb. | von           | bis           | Partei    | Fraktion | Anmerkungen |
| ---- | --------------- | ---- | ------------- | ------------- | --------- | -------- | ----------- |
|      | Georges Bach    | 1955 | 14. Juli 2009 | 30. Juni 2014 | CSV       | EVP      |             |
|      | Frank Engel     | 1975 | 14. Juli 2009 | 30. Juni 2014 | CSV       | EVP      |             |
|      | Robert Goebbels | 1944 | 14. Juli 2009 | 30. Juni 2014 | LSAP      | S&D      |             |
|      | Charles Goerens | 1952 | 14. Juli 2009 | 30. Juni 2014 | DP        | ALDE     |             |
|      | Astrid Lulling  | 1929 | 14. Juli 2009 | 30. Juni 2014 | CSV       | EVP      |             |
|      | Claude Turmes   | 1960 | 14. Juli 2009 | 30. Juni 2014 | Déi Gréng | G/EFA    |             |